# Cyanide (azienda)
Cyanide Studio è un'azienda francese dedita allo sviluppo di videogiochi con sede nella città di Nanterre, fondata nel 2000 da Patrick Pligersdorffer.
L'elenco delle sue produzioni comprende le serie di Pro Cycling Manager e Blood Bowl, oltre a Orcs and Men, Game of Thrones, e Styx: Master of Shadows.
Cyanide è parte del gruppo Nacon e possiede due succursali situate a Montréal e Chengdu.

## Videogiochi

### Giochi della Cyanide
| Anno | Titolo                                    | Piattaforma/e                                                                     | Editore                |
| ---- | ----------------------------------------- | --------------------------------------------------------------------------------- | ---------------------- |
| 2001 | Cycling Manager                           | Windows                                                                           | Focus Home Interactive |
| 2002 | Cycling Manager 2                         | Windows                                                                           | Focus Home Interactive |
| 2003 | Cycling Manager 3                         | Windows                                                                           | Focus Home Interactive |
| 2003 | Final Stretch: Horse Racing Sim           | Windows                                                                           | Bigben Interactive     |
| 2004 | Chaos League                              | Windows                                                                           | Focus Home Interactive |
| 2004 | Cycling Manager 4                         | Windows                                                                           | Focus Home Interactive |
| 2004 | Pro Rugby Manager                         | Windows                                                                           | Focus Home Interactive |
| 2005 | Chaos League: Sudden Death                | Windows                                                                           | Focus Multimedia       |
| 2005 | Pro Cycling Manager                       | Windows                                                                           | Focus Home Interactive |
| 2005 | Pro Rugby Manager 2                       | Windows                                                                           | Digital Jesters        |
| 2005 | Pro Rugby Manager 2005                    | Windows                                                                           | Scubb Interactive      |
| 2006 | Horse Racing Manager 2                    | Windows                                                                           | Micro Application      |
| 2006 | NFL Head Coach                            | Windows, PlayStation 2, Xbox                                                      | Electronic Arts        |
| 2006 | Pro Cycling Manager: Season 2006          | Windows                                                                           | Focus Home Interactive |
| 2006 | Wintersport Pro 2006                      | Windows                                                                           | Crimson Cow            |
| 2007 | Loki                                      | Windows                                                                           | Focus Home Interactive |
| 2007 | Pro Cycling: Season 2007                  | PlayStation Portable                                                              | Focus Home Interactive |
| 2007 | Pro Cycling Manager: Season 2007          | Windows                                                                           | Focus Home Interactive |
| 2007 | Runaway 2: The Dream of the Turtle        | Nintendo DS                                                                       | Focus Home Interactive |
| 2008 | Pro Cycling: Season 2008                  | PlayStation Portable                                                              | 93 Games               |
| 2008 | Pro Cycling Manager: Season 2008          | Windows                                                                           | Focus Home Interactive |
| 2009 | Blood Bowl                                | Windows, Nintendo DS, PlayStation Portable, Xbox 360                              | Focus Home Interactive |
| 2009 | Le Tour de France 2009: The Official Game | Xbox Live Arcade                                                                  | Focus Home Interactive |
| 2009 | Pro Cycling Manager: Season 2009          | Windows                                                                           | Focus Home Interactive |
| 2010 | Blood Bowl: Legendary Edition             | Windows                                                                           | Focus Home Interactive |
| 2010 | Dungeon Raiders                           | Nintendo DS                                                                       | UFO Interactive Games  |
| 2010 | Pro Cycling Manager: Season 2010          | Windows                                                                           | Focus Home Interactive |
| 2011 | Le Tour de France                         | PlayStation 3, Xbox 360                                                           | Focus Home Interactive |
| 2011 | Pro Cycling Manager: Season 2011          | Windows                                                                           | Focus Home Interactive |
| 2012 | Blood Bowl: Chaos Edition                 | Windows                                                                           | Focus Home Interactive |
| 2012 | Confrontation                             | Windows                                                                           | Focus Home Interactive |
| 2012 | Dungeonbowl                               | Windows                                                                           | Cyanide                |
| 2012 | Game of Thrones                           | Windows, PlayStation 3, Xbox 360                                                  | Focus Home Interactive |
| 2012 | Le Tour de France 2012                    | PlayStation 3, Xbox 360                                                           | Focus Home Interactive |
| 2012 | Of Orcs and Men                           | Windows, PlayStation 3, Xbox 360                                                  | Focus Home Interactive |
| 2012 | Pro Cycling Manager: Season 2012          | Windows                                                                           | Focus Home Interactive |
| 2013 | Aarklash: Legacy                          | Windows                                                                           | Cyanide                |
| 2013 | Dungeon Party                             | Windows                                                                           | Cyanide                |
| 2013 | Le Tour de France 2013: 100th Edition     | PlayStation 3, Xbox 360                                                           | Focus Home Interactive |
| 2013 | Pro Cycling Manager: Season 2013          | Windows                                                                           | Focus Home Interactive |
| 2014 | Basketball Pro Management 2015            | Windows                                                                           | Cyanide                |
| 2014 | Dogs of War Online                        | Windows                                                                           | Cyanide                |
| 2014 | Front Page Sports Football                | Windows                                                                           | Cyanide                |
| 2014 | Le Tour de France: Season 2014            | PlayStation 3, PlayStation 4, Xbox 360                                            | Focus Home Interactive |
| 2014 | PRM 2015: Pro Rugby Manager               | Windows                                                                           | 505 Games              |
| 2014 | Pro Cycling Manager 2014                  | Windows                                                                           | Focus Home Interactive |
| 2014 | Styx: Master of Shadows                   | Windows, PlayStation 4, Xbox One                                                  | Focus Home Interactive |
| 2015 | Blood Bowl 2                              | Windows, PlayStation 4, Xbox One                                                  | Focus Home Interactive |
| 2015 | Le Tour de France: Season 2015            | PlayStation 4, Xbox One                                                           | Focus Home Interactive |
| 2015 | Pro Cycling Manager 2015                  | Windows                                                                           | Focus Home Interactive |
| 2016 | Le Tour de France: Season 2016            | PlayStation 4, Xbox One                                                           | Focus Home Interactive |
| 2016 | Pro Basketball Manager 2016               | Windows                                                                           | Cyanide                |
| 2016 | Pro Basketball Manager 2016: US Edition   | Windows                                                                           | Cyanide                |
| 2016 | Pro Cycling Manager 2016                  | Windows                                                                           | Focus Home Interactive |
| 2017 | Le Tour de France: Season 2017            | PlayStation 4, Xbox One                                                           | Focus Home Interactive |
| 2017 | Pro Basketball Manager 2017               | Windows                                                                           | Cyanide                |
| 2017 | Pro Cycling Manager 2017                  | Windows                                                                           | Focus Home Interactive |
| 2017 | Styx: Shards of Darkness                  | Windows, PlayStation 4, Xbox One                                                  | Focus Home Interactive |
| 2018 | Call of Cthulhu                           | Windows, PlayStation 4, Xbox One, Nintendo Switch                                 | Focus Home Interactive |
| 2018 | Le Tour de France: Season 2018            | PlayStation 4, Xbox One                                                           | Focus Home Interactive |
| 2018 | Pro Cycling Manager 2018                  | Windows                                                                           | Focus Home Interactive |
| 2018 | Space Hulk: Tactics                       | Windows, PlayStation 4, Xbox One                                                  | Focus Home Interactive |
| 2019 | Blood Bowl: Death Zone                    | Windows                                                                           | Bigben Interactive     |
| 2019 | Tour de France: Season 2019               | PlayStation 4, Xbox One                                                           | Bigben Interactive     |
| 2019 | Paranoia: Happiness is Mandatory          | Windows                                                                           | Bigben Interactive     |
| 2019 | Pro Cycling Manager Season 2019           | Windows                                                                           | Bigben Interactive     |
| 2020 | Pro Cycling Manager 2020                  | Windows                                                                           | Nacon                  |
| 2020 | Tour de France 2020                       | Windows, PlayStation 4, Xbox One                                                  | Nacon                  |
| 2021 | Pro Cycling Manager 2021                  | Windows                                                                           | Nacon                  |
| 2021 | Rogue Lords                               | Windows, Nintendo Switch, PlayStation 4, Xbox One                                 | Nacon                  |
| 2021 | Tour de France 2021                       | Windows, PlayStation 4, Xbox One                                                  | Nacon                  |
| 2021 | Werewolf: The Apocalypse - Earthblood     | Windows, PlayStation 4, PlayStation 5, Xbox One, Xbox Series X/S                  | Nacon                  |
| 2022 | Tour de France 2022                       | Windows, PlayStation 4, PlayStation 5, Xbox One, Xbox Series X/S                  | Nacon                  |
| 2022 | Pro Cycling Manager 2022                  | Windows                                                                           | Nacon                  |
| 2023 | Chef Life                                 | Windows, Nintendo Switch, PlayStation 4, PlayStation 5, Xbox One, Xbox Series X/S | Nacon                  |
| 2023 | Blood Bowl 3                              | Windows, Nintendo Switch, PlayStation 4, PlayStation 5, Xbox One, Xbox Series X/S | Nacon                  |

### Games dalla Amusement Cyanide
| Anno | Titolo                     | Piattaforma/e | Editore                |
| ---- | -------------------------- | ------------- | ---------------------- |
| 2011 | A Game of Thrones: Genesis | Windows       | Focus Home Interactive |
| 2013 | Impire                     | Windows       | Paradox Interactive    |

### Games dalla Big Bad Wolf
| Anno | Titolo                             | Piattaforma                                                                       | Editore                |
| ---- | ---------------------------------- | --------------------------------------------------------------------------------- | ---------------------- |
| 2018 | The Council                        | Windows, PlayStation 4, Xbox One                                                  | Focus Home Interactive |
| 2022 | Vampire: The Masquerade – Swansong | Windows, Nintendo Switch, PlayStation 4, PlayStation 5, Xbox One, Xbox Series X/S | Nacon                  |

### Giochi dalla Rogue Factor
| Anno | Titolo                       | Piattaforma/e                           | Editore                |
| ---- | ---------------------------- | --------------------------------------- | ---------------------- |
| 2015 | Mordheim: City of the Damned | Windows                                 | Focus Home Interactive |
| 2016 | Mordheim: City of the Damned | PlayStation 4, Xbox One                 | Focus Home Interactive |
| 2020 | Necromunda: Underhive Wars   | Windows, PlayStation 4, Xbox One        | Focus Home Interactive |
| 2023 | Hell is Us                   | Windows, PlayStation 5, Xbox Series X/S | Nacon                  |